# Operation Panzerfaust

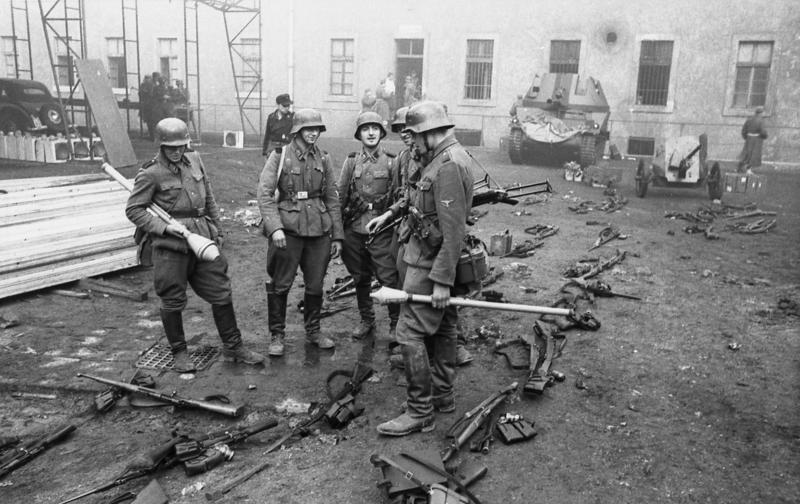
SS-soldater fån 22. SS-Freiwilligen-Kavallerie-Division inspekterar beslagtagna vapen.

Operation Panzerfaust var en tysk kommandoperation genomförd i Budapest den 15 oktober 1944. Operationen utfördes på Adolf Hitlers uttryckliga order och leddes av SS-Sturmbannführer Otto Skorzeny. 
Syftet med operationen var att säkerställa att Ungern förblev en satellitstat till Nazityskland och att landet inte skulle sluta en separatfred med Sovjetunionen. För att uppnå detta kidnappade Skorzenys enheter den ungerske riksföreståndaren Miklós Horthys son Miklós Horthy Jr. och tvingade Miklós Horthy att abdikera som riksföreståndare och utnämna Ferenc Szálasi till premiärminister. En protysk regim med pilkorsmän installerades och Ungern stred tillsammans med Tyskland fram till april 1945. 
Deportationerna av ungerska judar till Auschwitz hade avbrutits av Horthy i början av juli 1944 och kunde under den starkt antisemitiska pilkorsregeringen återupptas. Adolf Eichmann återvände till Budapest för att fördriva stadens judar.